# Liolaemus griseus
Liolaemus griseus — вид ігуаноподібних ящірок родини Liolaemidae. Ендемік Аргентини.

## Поширення і екологія
Liolaemus griseus відомі з типової місцевості, розташованої на східних схилах гори Ісабель і в прилеглих частинах долини Кальчакі, в департаменті Тафі-дель-Вальє в провінції Тукуман. Вони живуть на високогірних луках пуна, порослих чагарниками і кактусами. Зустрічаються на висоті від 4500 до 4600 м над рівнем моря. Є живородними.